# Arthur Roche
Mons. Arthur kardinál Roche (6. března 1950, Batley Carr) je anglický římskokatolický arcibiskup a kardinál, prefekt Kongregace pro bohoslužbu a svátosti.

## Mládí a kněžská služba
Narodil se 6. března 1950 v Batley Carr, Arthurovi a Frances Rocheovým. Navštěvoval Základní školu Svatého Josefa, Střední školu svatého Johna Fishera a Christleton Hall. V letech 1969–1975 studoval na St Alban's College ve španělském Valladolidu kde z Papežské univerzity Comillas získal titul z teologie. Po svém návratu do Anglie byl dne 19. července 1975 biskupem Williamem Wheelerem vysvěcen na kněze pro diecézi Leeds.
Než se stal roku 1978 osobním sekretářem biskupa Williama Gordona Wheelera, sloužil jako asistent kněze farnosti Svatého Kříže v Barnsley. Roku 1979 byl jmenován diecézním vice-kancléřem. V letech 1982–1989 působil ve štábu Leedské katedrály a pomáhal organizovat v květnu 1982 návštěvu Jana Pavla II. do Yorku.
Působil také jako diecézní finanční sekretář (1986–1991, farář kostela Svatého Wilfrida, duchovní ředitel Venerable English College v Římě. Roku 1991 získal na Papežské Gregoriánské univerzitě doktorát z teologie. V dubnu 1996 byl jmenován generálním sekretářem Katolické biskupské konference Anglie a Walesu. Papežem Janem Pavlem II. byl jmenován prelátem Jeho Svatosti.

## Biskupská služba
Dne 12. dubna 2001 byl jmenován pomocným biskupem arcidiecéze Westminster a titulárním biskupem rusticianským. Biskupské svěcení přijal 10. května 2001 z rukou kardinála Cormace Murphy-O'Connora a spolusvětiteli byli biskup David Every Konstant a biskup Victor Guazzelli.

### Biskup Leedsu
Dne 16. července 2002 byl jmenován biskupem koadjutorem diecéze Leeds. Po rezignaci biskupa Konstanta 7. dubna 2004 nastoupil na jeho místo diecézního biskupa Leedského. V červenci 2002 byl také jmenován předsedou Mezinárodní komise pro angličtinu v liturgii která dohlíží na překlad mše do angličtiny.
Jeho jméno bylo zmiňováno jako možný nástupce kardinála Murphy-O'Connora na post arcibiskupa Westminsteru a vůdce církve v Anglii a Walesu. Nebo byl zmiňován jako možný nástupce arcibiskupa Kevina McDonalda na post arcibiskupa Southwarku. Nicméně, nebyl jmenován do jedné z těchto postů.
Jako oficiální předseda Mezinárodní komise pro angličtinu v liturgii, oznámil že byl připraven nový překlad mše do angličtiny. Tento nový překlad Římského misálu byl zaveden do katolických farností ve Spojeném království v září 2011.

### Kongregace pro bohoslužbu a svátosti
Dne 26. června 2012 byl papežem Benediktem XVI. ustanoven sekretářem Kongregace pro bohoslužbu a svátosti, a zároveň ho pozvedl do hodnosti osobního arcibiskupa. Spolu s hodností arcibiskupa mu náleží titul emeritního biskupa Leedsu. Jeho nástupcem ve funkci biskupa Leedsu se stal dne 15. září 2014 Mons. Marcus Stock. Po rezignaci kardinála Roberta Saraha jej papež František dne 27. května 2021 jmenoval prefektem Kongregace pro bohoslužbu a svátosti.
Od 29. března 2014 je členem Papežské rady pro kulturu.

## Kardinálská kreace
V neděli 29. května 2022 papež František ohlásil, že v konzistoři dne 27. srpna 2022 jmenuje 21 nových kardinálů, mezi nimi i Monsignora Rocheho. 